# Institut de recherche biomédicale des armées
Vous pouvez aider à l'améliorer ou bien discuter des problèmes sur sa page de discussion.
- Il ne cite pas suffisamment ses sources. Vous pouvez indiquer les passages à sourcer avec {{référence nécessaire}} ou {{Référence souhaitée}}, et inclure les références utiles en les liant aux notes de bas de page. (Marqué depuis mai 2022)
- Il doit être débarrassé d’une partie de son jargon. Sa qualité peut être largement améliorée en utilisant un vocabulaire directement compréhensible par le plus grand nombre. (Marqué depuis mai 2022)
- Son texte doit être wikifié : il ne correspond pas à la mise en forme Wikipédia (style, typographie, liens internes, liens entre les wikis, etc.). (Marqué depuis mai 2022)
- Sa typographie ne respecte pas les conventions de Wikipédia. Vous pouvez solliciter de l’aide de l’Atelier typographique. (Marqué depuis mai 2022)

- Archive Wikiwix
- Bing
- Cairn
- DuckDuckGo
- E. Universalis
- Gallica
- Google
- G. Books
- G. News
- G. Scholar
- Persée
- Qwant
- (zh) Baidu
- (ru) Yandex
- (wd) trouver des œuvres sur Wikidata

L'Institut de recherche biomédicale des armées (IRBA) est un établissement du service de santé des armées (SSA). 
En liaison avec les autres composantes du service de santé des armées, l’IRBA participe à la mission de soutien santé des Forces et au maintien de la capacité opérationnelle du combattant par une triple action : 
- des recherches et innovations appliquées au profit de la santé du combattant ;
- des expertises scientifiques et techniques réalisées à la demande des armées, de la gendarmerie et de la DGA ;
- des formations axées sur la sécurité au profit du personnel des armées, notamment du SSA.

Grâce à ses travaux, l’IRBA répond aux besoins exprimés par les états-majors en matière de protection du combattant, dans un contexte opérationnel marqué par un environnement hostile et des engagements sous la menace d’agents radiologique, biologique et chimique.
Dans le but de valider des procédures ou des contre-mesures médicales pour prévenir, préparer et prendre en charge les combattants, la recherche biomédicale intervient avant, pendant et après les opérations militaires. Les experts de l’IRBA préparent et forment les combattants à mieux appréhender des risques et les situations d’urgence ou de crise, contribuent à l’adaptation de leurs équipements de protection grâce à une connaissance précise des effets des armes, apportent des soins adaptés aux blessés et prennent en compte des éventuelles séquelles à long terme.

## Historique
L’IRBA a été créé le 1er mars 2009 sur décision du ministre de la Défense. La création de l'institut résulte du regroupement sur un site unique et modernisé des différents centres de recherche du SSA  :
- le CRSSA (Centre de recherches du service de santé des armées) à La Tronche (38), fermé en juin 2013 ;
- l'IMTSSA (Institut de médecine tropicale du service de santé des armées) à Marseille, fermé en juin 2013 ;
- l'IMNSSA (Institut de médecine navale du service de santé des armées) à Toulon, fermé en juillet 2011 ;
- l'IMASSA (Institut de médecine aérospatiale du service de santé des armées) à Brétigny-sur-Orge.

Sa devise est La connaissance au service des forces. 
L’IRBA est implanté sur le site anciennement occupé par l'IMASSA à Brétigny-sur-Orge dans l’Essonne.
En 2016, le fanion de l'IRBA est décoré de la médaille de l'Aéronautique.

## Compétences
Le périmètre de la recherche biomédicale de défense et ses orientations sont définies par le conseil d’orientation de la recherche réunissant des représentants des états-majors des corps d’armée, de la direction générale de l’armement et de la direction du service de santé des armées. Les priorités de ses trois composantes (recherche et innovation, expertise, formation) évoluent en fonction des contextes géopolitiques et géostratégiques.
Le champ de compétence de l’IRBA est très étendu. Il couvre les sciences du vivant (physiologie, biologie, neurosciences…), les sciences de l’ingénieur (instrumentation, mécanique des milieux complexes, systèmes d’information, ergonomie…) et les sciences humaines et sociales (psychologie…). Les travaux interviennent sur les plans médical, médico-opérationnel, éthique et juridique.
Initialement menés pour les Forces, les travaux scientifiques de l’IRBA profitent à la recherche nationale et participent ainsi directement aux avancées de santé publique.

### Recherche
La fonction recherche du SSA a pour finalité de combler les lacunes scientifiques et techniques du soutien santé des Forces pour in fine assurer la sécurité du combattant et maintenir ses capacités opérationnelles. Pour cela, elle doit améliorer les connaissances biomédicales dans les domaines spécifiques du monde militaire et mettre à la disposition des forces armées des experts de haut niveau. Ces experts répondent en tous temps et en tous lieux aux besoins liés à la prévention des risques pour la santé des militaires.

### Expertise
L’IRBA intervient en qualité d’expert auprès des forces, de l’Otan et d’institutions internationales comme l'OMS, dans le cadre d’études prospectives de développement de programmes d’équipement des forces, d’analyse de programmes d’entraînement du militaire et de situations exceptionnelles qui engagent la santé des militaires en opération et celles des populations civiles. L’IRBA conduit en relation avec les forces et les industriels de nombreuses expérimentations de terrain.
L’IRBA dispose d’une renommée internationalement reconnue dans le domaine recherche et de l’expertise en microbiologie et maladies infectieuses. Cette expertise est valorisée au travers des quatre mandats de centres nationaux de référence (CNR) détenus :
- charbon CNR-LE charbon (site de Brétigny-Orge) ;
- orthopoxvirus CNR-LE orthopoxvirus (site de Brétigny-Orge) ;
- arbovirus CNR arbovirus (antenne de Marseille – IHU Méditerranée Infection) ;
- paludisme CNR paludisme (antenne de Marseille – IHU Méditerranée Infection).

Cette capacité d'expertise peut être mise au service de la société civile lors de situations de crise sanitaire qui engagent la sécurité de la population (risque NRBC4, 5, maladies tropicales 6). Par ses chercheurs experts, il contribue à la fonction stratégique de défense « Connaissance et anticipation », fonction éprouvée dans le cadre de la crise Covid-19. 
Depuis 2012, l'IRBA a rejoint l'Alliance nationale pour les sciences de la vie et de la santé (Aviesan) en tant que membre associé. 

### Formation
Des formations sur des thèmes spécifiques (biosécurité, médecine aéronautique, crew ressource management) sont dispensées aux personnels du SSA, du ministère des Armées, aux acteurs de la santé, de la Sécurité civile et à des chercheurs étrangers dans le cadre d'accords de coopération.
L’IRBA forme également chaque année des étudiants militaires et civils (doctorat, apprentissage).

## Organisation
L’IRBA dispose de deux divisions scientifiques. Chacune travaillant sur différentes thématiques de recherche.    

### Division santé du militaire
- Adaptation aux contraintes perceptives des systèmes opérationnels, ergonomie cognitive pour la conception et la sécurité intégrée des systèmes.
- Optimisation des réponses à l’entraînement physique et à la tolérance du port de charges lourdes.
- Étude des réponses adaptatives aux environnements extrêmes (milieux d’emploi subaquatique, aéronautique et climats contraignants).
- Prévention des conséquences de la fatigue, gestion du rythme veille-sommeil.
- Neurobiologie des états de stress, prévention de leurs conséquences.
- Développement de contre-mesures médicales pour les pathologies traumatiques de terrain ,amélioration des protections balistiques.
- Médecine régénérative et translationnelle (thérapie cellulaire et réparation tissulaire).

### Division Défense NRBC
- Risque nucléaire et radiologique : étude des effets biologiques des rayonnements ionisants et développement de contre-mesures médicales, étude du risque des technologies émergentes : rayonnements électromagnétiques, micro et nano particules.
- Risque biologique : étude de la biologie des agents transmissibles pathogènes (menaces virales, bactériennes, parasitaires) et des vecteurs de transmission des maladies, développement de contre-mesures médicales.
- Risque chimique : étude des effets des agents chimiques vésicants et neurotoxiques organophosphorés et développement de contre-mesures médicales.

## Moyens d'expérimentation prévus à la fin de la construction de l'IRBA
L’ensemble des plateaux techniques et moyens d’essais de l’IRBA couvre une large gamme d’études et d’essai dans de nombreux domaines : 
- perception sensorielle : salle des bancs optiques, chambres anéchoïque et réverbérante, équipement de vision de nuit, générateur d’illusions sensorielles
- physiologie de l'exercice : banc isocinétique CYBEX, chaîne de mesure des échanges gazeux
- contraintes environnementales : centrifugeuse humaine, appartement climatique et sommeil, chambre thermo-climatique
- électroneurophysiologique : cages de Faraday, EEG…
- risque radiologique : irradiateurs (RX, cobalt 60), spectromètre RMN
- risque biologique : laboratoire de niveau de sécurité biologique 2 et 3
- bio-analyse : microdissection laser, spectrométrie de masse haute résolution
- imagerie : microscopie électronique à transmission en L-NSB3, micro tomographie ex vivo
- calcul haute performance : cluster HPC Krypton